# Marcorinhan
Marcorinhan (en francès Marcorignan) és un municipi francès situat al departament de l'Aude i a la regió d'Occitània.